# Hugolinus Magalotti
Hugolinus Magalotti (overleden op 11 december 1373) was een franciscaan afkomstig uit de Italiaanse bisschopsstad Camerino. Hij werd op 4 december 1856 zalig verklaard door paus Pius IX.